# Anydraula pericompsa
Anydraula pericompsa is een vlinder uit de familie van de grasmotten (Crambidae). De wetenschappelijke naam van de soort is voor het eerst gepubliceerd in 1915 door Alfred Jefferis Turner.
De spanwijdte is ongeveer 1 centimeter.
De soort komt voor in Australië (Queensland en Northern Territory).